# Xifo
Xifo (chinesisch 西佛镇, Pinyin Xīfó Zhèn) ist eine Großgemeinde im Kreis Tai’an der bezirksfreien Stadt Anshan in der Provinz Liaoning der Volksrepublik China. Der Gemeindecode ist 210321101. Bei einer Fläche von 119,9 km² hat die Gemeinde 26.860 Einwohner (Stand: Zensus 2010).
Die Gemeinde gliedert sich weiter in 14 Dörfer.